# هيدروكسيد النحاس الثنائي
 هيدروكسيد النحاس الثنائي مركب كيميائي له الصيغة Cu(OH)2، ويكون على شكل بلورات زرقاء مخضرة .

## الخواص
- مركب هيدروكسيد النحاس الثنائي غير منحل في الماء، غير أنه ينحل بسهولة في الأحماض.
- يؤدي التسخين فوق 80°س، إن كان كمادة صلبة أو مستعلق مائي، إلى تفكك المركب إلى أكسيد النحاس الثنائي.

## التحضير
يحضر مركب هيدروكسيد النحاس الثنائي من إضافة محلول ذي تركيز 25% من الأمونياك إلى محلول من كبريتات النحاس الثنائي الساخن. يترسب في البداية مركب كبريتات النحاس الثنائي القاعدية، والتي تصفى من المحلول الناتج ثم يضاف إليها هيدروكسيد الصوديوم فيتشكل لدينا كبريتات الصوديوم بالإضافة إلى بلورات هيدروكسيد النحاس الثنائي التي تترسب من المحلول.
CuSO4 + 2NaOH → Cu(OH)2 + Na2SO4
يجب أخذ الحذر والحيطة عند التحضير من أجل تجنب تشكل أكسيد النحاس الثنائي الأسود أثناء عملية التحضير.

## الاستخدامات
- من أجل تحضير مركبات النحاس الأخرى.
- من أجل تحضير كاشف شفايتسرز والذي يستخدم من أجل حل (إذابة) السليولوز. يحضر هذا الكاشف من تفاعل هيدروكسيد النحاس الثنائي مع الأمونياك، حيث يتشكل محلول ذو لون أزرق غامق حسب المعادلة:

Cu(OH)2 + 4NH3 → [Cu(NH3)4](OH)2
- يستخدم أيضاً كخضاب.
- يستخدم أيضاً لتحضير أكسيد النحاس الثنائي CuO، وذلك بعملية التحليل الكهربائي للماء بواسطة أقطاب من النحاس حيث عند عملية التحليل الكهربائي يتكون هيدروكسيد النحاس عندما يكون درجة حرارة المحلول الألكتروليتي اقل من 40 درجة مئوية، أما عند ازدياد درجة حرارة المحلول عن هذه الدرجة يتفكك هيدروكسيد النحاس لتكون مسحوق صلب غير ذائب في الماء من أكسيد النحاس الثنائي حسب المعادلة التالية:

Cu(OH)2 + H2O → CuO + 2H2O